# Климатотерапия
Климатотерапи́я (от климат и терапия, «лечение климатом»), климатолечение — один из разделов натуропатии, использующий дозированное воздействие на организм таких климатопогодных факторов как температура и влажность воздуха, интенсивность солнечной радиации, скорость ветра, облачность и количество осадков, высота над уровнем моря, атмосферное давление. 
Включает в себя:
- Талассотерапия — лечение морским климатом и купаниями в сочетании с солнечными ваннами.
- Спелеотерапия — способ лечения, заключается в лечении длительным пребыванием в условиях своеобразного микроклимата пещер, гротов, соляных копей, шахт.
- Аэротерапия (воздушные ванны и тп.)
- Фототерапия — вид лечения, состоящий в том, что пациент подвергается воздействию солнечного света или яркого света от искусственных источников или же очень яркого света, имеющего полный спектр дневного света.
  - Гелиотерапия (солнечные ванны, солнцелечение и тп.)